# Giennadij Strachow
Giennadij Nikołajewicz Strachow (ros. Геннадий Николаевич Страхов; ur. 1 listopada 1944 w Moskwie, zm. 30 grudnia 2020) – radziecki zapaśnik walczący w stylu wolnym. Wicemistrz olimpijski z Monachium 1972, w kategorii do 90 kg.
Mistrz świata w 1970. Złoty medalista mistrzostw Europy w 1969 i 1972 roku.
Mistrz ZSRR w 1969 i 1970; trzeci w 1972 roku. Zakończył karierę w 1975 roku. Odznaczony medalem „Za pracowniczą wybitność”.